# Чеботарёв, Михаил Васильевич
Михаил Васильевич Чеботарёв (1782—1844) — генерал-майор, участник Наполеоновских войн.

## Биография
Происходил из дворян Воронежской губернии и родился в Задонском уезде в 1782 году.
В 1801 году он поступил в военную службу, подпрапорщиком в лейб-гвардии Преображенский полк, а в 1804 г. произведён в прапорщики Ревельского пехотного полка.
В 1808 году, состоя в Невском пехотном полку в чине поручика, Чеботарев участвовал в русско-шведской войне 1808—1809 гг. и в сражении при Виасе.
Во время Заграничных походов 1813—1814 гг. он, в чине капитана, находился при блокаде Данцига, в сражениях под Лейпцигом, Суассоном, Краоном (за отличие в котором получил орден св. Владимира 4-й степени с бантом), под Лаоном и при взятии Парижа.
Произведённый в 1818 г. в подполковники, Чеботарев в 1821 г. был назначен командиром 49-го егерского полка, а 26 ноября 1823 г. произведён в полковники. 26 ноября 1826 года он, за беспорочную выслугу 25 лет в офицерских чинах, был награждён орденом св. Георгия 4-й степени (№ 3921 по списку Григоровича — Степанова).
В польскую кампанию 1831 г. он участвовал в сражениях у Вавра и на Гроховских полях, в том же году назначен командиром бывшего 1-го карабинерного полка, в 1832 году он был назначен командующим 2-й бригадой 25-й пехотной дивизии.
25 июля 1833 г. произведён в генерал-майоры, а 6 декабря того же года был назначен командиром 1-й бригады 15-й (впоследствии переименованной в 12-ю) пехотной дивизии.
В 1838 году Чеботарев вышел в отставку и умер в феврале 1844 года.